# 美術館通り (山梨県)
美術館通り（びじゅつかんどおり）は、山梨県甲斐市竜王立体から甲府市相生歩道橋交差点へ至る、約5kmにわたる国道52号の愛称である。
本通りは都市計画道路和戸町竜王線（わどまちりゅうおうせん）のうち、国道358号を隔てた西側の国道52号区間について解説する。なお、国道358号から東側については城東バイパスを参照。

## 概要

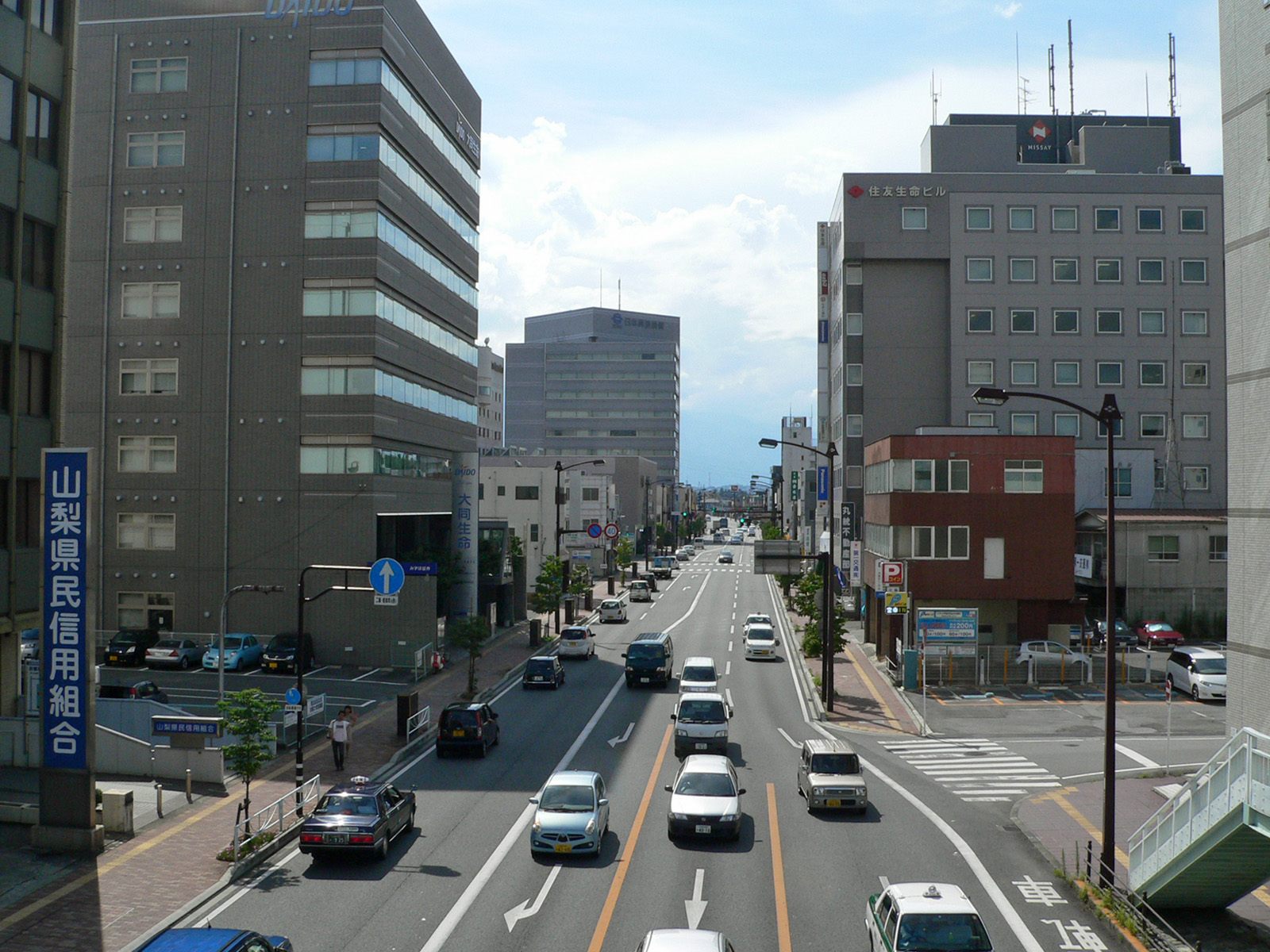
美術館通り終点付近（相生交差点歩道橋上より西望）

元々は城東通りとあわせて国道20号に指定されていたが、1971年（昭和46年）に甲府バイパスが開通すると国道52号に路線名変更され現在に至る。由来は当通り沿いにある山梨県立美術館で、1978年（昭和53年）に当美術館が開館した後に上記の当該区間に愛称がつけられた。かつては荒川橋（荒川橋駅）から当通り終点（相生町駅）まで山梨交通電車線との併用軌道であったが、電車線が1962年（昭和37年）に全線廃止されると施設は撤去され、その後の区画整備や拡張工事（後述）などにより面影はほとんどなくなっている。
甲府市中心部から峡北・峡西方面を結ぶための重要な通りであるが、かつてはほぼ全区間で片側1車線であった。特に上石田・貢川の両地域は幅6.5mと歩車分離もされておらず、かつS字カーブがあることからアルプス通り全通後はラッシュ時間帯において渋滞を招いていた。そのため1990年代より線形改良および片側2車線（両側4車線）化の拡幅工事が開始され、2004年（平成16年）に荒川橋東詰から寿町までの0.5kmの区間が拡張・4車線化された（国道52号寿町拡幅事業）。続いて貢川交差点（県道5号線バス通りとの分岐）から荒川橋東詰までの区間でも荒川橋架け替えおよび4車線の新道設置工事を実施（国道52号上石田改良事業） し、2014年5月に荒川橋東詰からアルプス通り交点である貢川交番南交差点間0.75kmの供用を開始した。残る貢川交番南交差点から貢川交差点までの区間についても拡幅および交差点新設などの事業を進めているが、用地買収の遅れから当初の予定より大幅に供用開始が遅れており、現在も事業継続中である。なお、荒川橋東詰から貢川交番南交差点の新道区間は2021年時点で美術館通りに指定されておらず、旧道のみが指定されている。

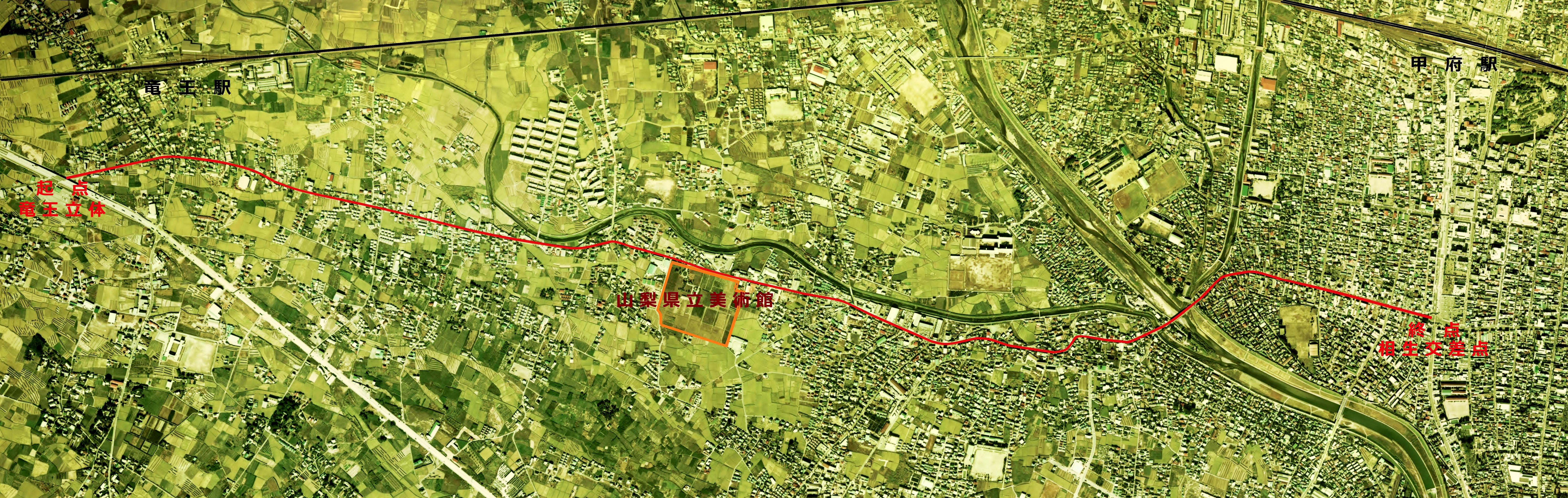
美術館通り経路を記入した空中写真。経路の中間地点に造成工事以前の山梨県立美術館敷地がある。この画像が撮影された1975年時点では、アルプス通りも中央自動車道も無い。（1975年撮影の6枚より合成作成）。

## 沿道の主な施設
- 竜王駅－竜王駅前交差点から北へ200m
- 芸術の森公園
  - 山梨県立美術館
  - 山梨県立文学館
- YCC県民文化ホール